# Kumar Patel
Kumar Patel, född 2 juli 1938 i Baramati, Indien, är en indisk civilingenjör och fysiker.

## Utbildning
Kumar Patel avlade examen i telekommunikation vid universitetet i Pune 1958, sedan blev han Ph.D. i elektroteknik vid Stanford University 1961. Han var anställd vid Bell Laboratories i 30 år.

## Upptäckter inom laserteknik
Patel upptäckte 1963 lasereffekten i koldioxid, och byggde sedan en kvävedioxidlaser. Han anses vara upphovsmannen till koldioxidlasern, som används inom såväl industrin som inom medicinen. Patel står bakom 36 olika patent inom laserområdet, och bland många andra kan "Ramanlasern" nämnas.

## Utmärkelser
1996 fick Patel utmärkelsen "National Medal of Science" av Bill Clinton. 